# Daphne libanotica
Daphne libanotica är en tibastväxtart som beskrevs av Mout.. Daphne libanotica ingår i släktet tibaster, och familjen tibastväxter. Inga underarter finns listade i Catalogue of Life.